# 조암터미널
조암터미널은 경기도 화성시 우정읍 조암남로 3-4 (조암리)에 위치한 시내버스터미널로 경진여객 조암영업소 노선들의 차고지다.

## 운행노선

### 조암발 시내버스

#### 서울, 수원 방면
- ● 8155번 : 조암터미널 - 한라비발디APT - 어은삼거리 - 수촌리(사당방면) - 금의리(조암방면) - 우리꽃식물원 - 발안주공APT - 바다마트 - 향남읍사무소 - 진우아파트 - 해병대사령부 - 장안대학교 - 봉담읍사무소 - 사당역
- ● 9802번: 조암터미널 - 어은리 - 수촌리 - 금의리 - 발안 - 향남환승터미널 - 해병대사령부 - 장안대학교 - 봉담읍사무소 - 오목천역 - 고색초교(고색역) - 수원역

#### 장안리,독정리 방면
- ● 1번 (1, 1-1) : 조암터미널 - 어은삼거리 - 독정삼거리 - 장안주택 - (장안4리.고잔)[1]
- ● 14번 : 조암터미널 - 어은삼거리 - 덕다리
- ● 15번 : 조암터미널 > 어은삼거리 > 독정삼거리 > 독정리 > 장안7리 > 장안9리 > 장명초등학교 > 독정삼거리 > 어은삼거리 > 조암터미널
- ● 23번 : 조암터미널 - 어은3리 - 독정리 - 발안식염온천
- ● 33-1번 : 조암터미널 - 우정읍 사무소 - 조암한라비발디 - 어은삼거리 - 장안면 사무소 - 덕다리 - 독정삼거리 - 수촌리.꽃밭 - 우리꽃식물원 - 제암리 - (향남방면: 발안주공-바다마트 순, 조암방면: 발안농협-동양빌딩 순으로 운행) - 발안초등학교 - 향남읍 사무소 - 향남1지구 - 향남2지구 -하길중학교 - 상신리 - 제약단지 - 발안산업단지(구문천리)

#### 이화리, 노진리, 고온리 방면
- ● 2번 (2, 2-1, 2-2, 2-3, 2-4) : 조암터미널 - 화산삼거리 - (석천4리)[2] / (화산1리)[3]- (고온리)[4]
- ● 4번 (4, 4-1, 20) : 조암터미널 - 화산삼거리 - (이화1리)[5] - 이화리종점 - (포승읍)[6] - (안중읍)[6]
- ● 9번 (9, 19) : 조암터미널 - (이화4리)[7]- 노진리종점
- ● 18번[8]: 조암터미널 - 화산삼거리 - 매향2.3리 - 화성방조제 - 궁평항
- ● 25번 : 조암터미널 - 사곡5리
- ● 27번 : 조암터미널 - 사곡3리

#### 호곡리, 한각리, 운평리, 원안리 방면
- ● 3번 : 조암터미널 - 우정초등학교 - 운평2리 - 뒷말
- ● 3-1번 : 조암터미널 - 우정초등학교 - 운평2리 - 평밭
- ● 5-2번 : 조암터미널 - 화수사거리 - 호곡2리 > 화수1리 > 선창
- ● 5-4번 : 조암터미널 - 화수사거리 - 호곡2리 > 호곡3리 > 호곡2리 > 선창
- ● 8번 : 조암터미널 - 운평2리 - 원안1리
- ● 8-1번 : 조암터미널 > 운평2리 > 원안1리 > 한각리 > 조암터미널
- ● 8-2번 : 조암터미널 > 운평2리 > 원안1리 > 화수사거리 > 조암터미널
- ● 17번 : 조암터미널 > 한각리 > 원안리 > 화수리 > 주곡2리 > 조암터미널
- 원안리와 운평리는 6번, 6-3번, 11번 등도 경유한다.

#### 조암 주변마을 순환 시내버스
- ● 16번 : 조암터미널 > 우정초등학교 > 화산2리 > 어은삼거리 > 조암터미널
- ● 24번 : 조암터미널 > 어은1리 > 장안첨단산업단지 > 금의1리 > 멱우2리 > 삼괴고등학교 > 조암터미널
- ● 28번 : 산호아파트-사곡6리-조암터미널-우정읍주민센터-어은삼거리-장안면주민센터

### 주곡리, 석포리 , 고주리 방면과 발안발 시내버스
- ● 6번[9](6, 6-3) : 조암터미널 > 운평2리 > 원안리 > (원안1리)[10] > 원안리 > 화수사거리 > (주곡1리)[11]> 석포리 > 월문온천 > 제암리 > 화성시보건소 > 발안시장 > 발안바다마트
- ● 7번[12][13]: 조암터미널 > 화수사거리 > 석포리> 석포5.6리 > 월문온천 > 발안주공아파트 > 화성고등학교 > 발안바다마트 > 발안시장
- ● 8-3번[12]: 조암터미널 - 화수사거리 > 석포리 > 주곡1리
- ● 10번[14] : 발안시장 - 향남제약단지 - 발안산업단지 - 구문천삼거리 > 구문천5리 > 구문천3리
- ● 11번[15]: 발안시장 > 화성시보건소 > 제암리 > 월문온천 > 석포리 > 화수사거리 > 원안리 > 운평2리 > 조암터미널
- ● 11-2번 : 발안시장 > 화성시보건소 > 제암리 > 월문온천 > 석포삼거리 > 석포5리 > 석포6리입구 > 주곡1리 > 화수사거리 > 조암터미널
- ● 11-4번 : 발안시장 > 화성시보건소 > 발안주공아파트 > 고주리 > 석포삼거리 > 석포5리 > 석포6리입구 > 주곡1리 > 화수사거리 > 조암터미널
- ● 11-5번[16]: 발안시장 - 화성시보건소 - 제암리 - 월문온천 - 석포삼거리 - 석포5.6리*● 21번 : 조암터미널 - 화수사거리 - 석포리 - 월문온천 - 고주리 - 발안주공아파트 - 평리 - 발안바다마트 - 발안수목원 - 구장삼거리
- ● 26번
  - 본 노선은 세 구간으로 나뉘어 운행된다.
  - 1구간 : 조암터미널 > 화수사거리 > 주곡1리 > 석포5.6리 > 석포삼거리 > 월문온천 > 발안주공아파트 > 화성고등학교 > 발안바다마트 > 발안시장
  - 2구간 : 발안시장 - 향남제약단지 - 발안산업단지 - 구문천삼거리 > 구문천5리 > 구문천3리
  - 3구간 : 발안시장 > 발안바다마트 > 화성고등학교 > 발안주공아파트 > 제암리 > 월문온천 > 석포리 > 화수사거리 > 조암시장 > 어은삼거리 > 장안면사무소 > 어은삼거리 > 조암터미널